# Lijst van spelers van Holstein Kiel
Deze lijst bevat voetballers die bij de Duitse voetbalclub Holstein Kiel spelen of gespeeld hebben. De namen zijn alfabetisch gerangschikt.

## A
- Mika Ääritalo
- Jochen Aido
- Onur Akdogan
- Fabian Arndt
- Fiete Arp
- Ahmet Arslan
- David Atanga
- Patrick Auracher
- Amando Aust
- Noah Awuku
- Ilir Azemi

## B
- Makana Baku
- Fin Bartels
- Timo Becker
- Christian Beisel
- László Bénes
- Marcel Benger
- Johannes van den Bergh
- Alexander Bernhardsson
- Max Besuschkow
- Yann Bisseck
- Fritz Boyens
- André Breitenreiter
- Patrick Breitkreuz
- Bernd Brexendorf

## C
- Nico Carrera
- Rudolf Christiansen
- Amara Condé
- Rafael Czichos

## D
- Thomas Dähne
- Tim Danneberg
- Kasper Davidsen
- Jannik Dehm
- Dominick Drexler
- Marvin Ducksch
- Luca Dürholtz

## E
- Michael Eberwein
- Hans-Peter Ehlers
- Marcel Engelhardt
- Patrick Erras
- Franck Evina
- Wilhelm Evseev

## F
- Mathias Fetsch
- Émerson Luiz Firmino
- Hólmbert Friðjónsson

## G
- Marcel Gebers
- Ioannis Gelios
- Max Geschwill
- Armin Gigović
- Benjamin Girth
- Eberhard Gräf
- René Guder

## H
- Daniel Hanslik
- Tammo Harder
- Phil Harres
- Manuel Hartmann
- Niklas Hauptmann
- Andy Hebler
- Marc Heider
- Sebastian Heidinger
- Patrick Herrmann
- Robin Himmelmann
- Ulrich Hoffmann
- Niklas Hoheneder
- Lewis Holtby
- Mathias Honsak

## I
- Aleksandar Ignjovski
- Marko Ivezić
- Emmanuel Iyoha

## J
- Lee Jae-sung
- Dominik Javorček
- Niklas Jakusch
- Morten Jensen
- Casper Johansen
- Carl Johansson
- Christian Jürgensen

## K
- Patrick Kammerbauer
- Lothar Kanieß
- Atakan Karazor
- Rafael Kazior
- Maik Kegel
- Andu Kelati
- Alfred Kelbassa
- George Kelbel
- Salim Khelifi
- David Kinsombi
- Mikkel Kirkeskov
- Hamza Kizil
- Colin Kleine-Bekel
- Magnus Knudsen
- Söhnke Koch
- Patrick Kohlmann
- Marco Komenda
- Andreas Köpke
- Julian Korb
- Christopher Kramer
- Marlon Krause
- Kenneth Kronholm
- Uwe Krüger
- Jonas Krumrey
- Lukas Kruse

## L
- Lion Lauberbach
- Christopher Lenz
- Steven Lewerenz
- Jaroslaw Lindner
- Simon Lorenz

## M
- Shuto Machino
- Emil Maier
- Manfred Medler
- Joshua Mees
- Jonas Meffert
- Horst Mißfeld
- Franz Möck
- Ernst Möller
- Heinz Mörschel
- Alexander Mühling
- Steve Müller

## N
- Ivan Nekić
- Phil Neumann
- Niklas Niehoff
- Sophus Nielsen
- Thorsten Neumann
- Alexander Nouri
- Evans Nyarko

## O
- Gábor Obitz
- Marvin Obuz
- Masaya Okugawa
- Salih Özcan

## P
- Friedemann Paulick
- Dominic Peitz
- Henry Peper
- Benedikt Pichler
- Finn Porath
- Gerrit Pressel
- Tymoteusz Puchacz

## R
- Fabian Reese
- Dominik Reimann
- Nicolai Remberg
- Maximilian Riedmüller
- Lasse Rosenboom
- Tom Rothe

## S
- Siegmund Saborrosch
- Philipp Sander
- Saliou Sané
- Manuel Schäffler
- Milad Salem
- Emil Schildt
- Kingsley Schindler
- Dominik Schmidt
- Tim Schreiber
- Bernd Schipmann
- Fabian Schnellhardt
- Stefan Schwab
- Manuel Schwenk
- Marvin Schulz
- Ulrich Schulz
- Kevin Schulze
- Utku Sen
- Young-jae Seo
- Janni Serra
- Aaron Seydel
- Arne Sicker
- Tim Siedschlag
- Ba-Muaka Simakala
- Eiður Sigurbjörnsson
- Steven Skrzybski
- Immo Stelzer
- Jonas Sterner
- Daniel Strähle
- Fiete Sykora

## T
- Jonas Therkelsen
- Stefan Thesker
- Darko Todorović
- Deran Toksöz
- John Tolkin

## U
- David Urban

## V
- Mikkel Vendelbo

## W
- Aurel Wagbe
- Robert Wagner
- Hauke Wahl
- Marcel von Walsleben-Schied
- Ottmar Walter
- Denis Weidlich
- Tom Weilandt
- Timon Weiner
- Dieter Wendland
- Adolf Werner
- Fabian Wetter
- Finn Wirlmann
- Harry Witt
- Lucas Wolf
- Kwasi Wriedt

## Z
- Robin Zentner
- David Zec